# Soundtrack of the 80s
A Soundtrack of the 80s című album az ausztrál énekes Jason Donovan 5. stúdióalbuma, mely 2010 októberében jelent meg, és Donovan kedvenc 80-as évekbeli slágereinek feldolgozását tartalmazza, valamint három új dalból is áll.
Az album 20. helyezést ért el az angol albumlistán, azonban a 2. héten a 80. helyre csúszott, mielőtt végleg eltűnt a slágerlistáról.

## Az album dalainak listája
CD  Egyesült Királyság Universal Music TV – 2745944
1. "Everybody Wants to Rule the World" (a Tears for Fears feldolgozása.))
2. "Don't Leave Me This Way" (Harold Melvin & the Blue Notes később a Thelma Houston and The Communards előadásában jelent meg.)
3. "(I Just) Died in Your Arms" (Cutting Crew)
4. "Sign Your Name" (Terence Trent D'Arby)
5. "Broken Wings" (Mr. Mister)
6. "Only You" (Yazoo)
7. "Mary's Prayer" (Danny Wilson)
8. "Drive" (The Cars)
9. "Love Changes (Everything)" (Climie Fisher)
10. "Right Here Waiting" (Richard Marx)
11. "What is Love?" (Howard Jones)
12. "The Living Years" (Mike + the Mechanics)
13. "Innocence" (új dal)
14. "Talk You Down" (új dal)
15. "Goodnight Baby" (új dal)